# Boja užarenog čelika
Boja užarenog čelika nam može poslužiti da bi ocijenili temperaturu, za jednostavnije predmete i s manjim zahtjevima, ako nam nisu dostupni mjerni instrumenti za točno mjerenje temperature. Da bismo postigli što bolje rezultate toplinske obrade, potrebno je što je moguće točnije postići temperaturu, određenu za pojedine postupke (žarenje, kaljenje i drugo).
Praksa korištenja boja za određivanje temperature obratka (obično) čeličnih predmeta dolazi od kovača. Dugo prije nego što su bili dostupni termometri, bilo je neophodno znati koja je temperatura metala zbog potrebne toplinske obrade i jedini način da se to učini bilo je da se zagrije na boju za koju je poznato da je najbolja za taj posao.

## Chapman
Prema Chapmanovoj knjizi: Workshop Technology, boje koje se mogu vidjeti kod čelika jesu:
| Boja                   |       |       |
| Boja                   | od    | do    |
| ---------------------- | ----- | ----- |
| Crno-crvena            | 426   | 593   |
| Vrlo tamno crvena      | 593   | 704   |
| Tamno crvena           | 704   | 814   |
| Crvena višnja          | 815   | 870   |
| Svijetla crvena višnja | 871   | 981   |
| Narančasta             | 981   | 1 092 |
| Žuta                   | 1 093 | 1 258 |
| Bijelo-žuta            | 1 259 | 1 314 |
| Bijela                 | 1315+ | 1315+ |

### Stirling
1905. Stirling Consolidated Boiler Company je izdala neznatno različite vrijednosti:
| Boja                    | Temperatura [°C] |
| ----------------------- | ---------------- |
| Crvena (jedva vidljiva) | 525              |
| Tmurno crvena           | 700              |
| Tmurno crvena višnja    | 800              |
| Potpuna crvena višnja   | 900              |
| Čista crvena višnja     | 1 000            |
| Duboka narančasta       | 1 100            |
| Čista narančasta        | 1 200            |
| Bijelo usijanje         | 1 300            |
| Svijetlo bijela         | 1 400            |
| Blistavo bijela         | 1 500            |